# Долінський Володимир Абрамович
Володимир Абрамович Долінський (20 квітня 1944, Москва, РРФСР) — радянський і російський актор театру і кіно. Заслужений артист РФ (1994). Кавалер Ордена Дружби (2005).

## Біографічні відомості
Закінчив Вище театральне училище імені Б. В. Щукіна (1966).

## Вибіркова фільмографія
- «Дайте книгу скарг» (1964, епізод)
- «У тринадцятій годині ночі» (1965)
- «Кабачок „13 стільців“» (1969)
- «Звичайне диво» (1978, кат)
- «Д'Артаньян та три мушкетери» (1978, Одеська кіностудія)
- «Той самий Мюнхгаузен» (1979, пастор)
- «Казка мандрів» (1983)
- «Биндюжник і Король» (1989)
- «Гамбрінус» (1990)
- «Пристрасті за Володимиром» (1990, чиновник Ігор Миколайович)
- «Зимова вишня 2» (1990)
- «Зимова вишня 3» (1995)
- «Бідна Саша» (1997)
- «Графиня де Монсоро» (1997, т\с, монах Горанфло)
- «Слід перевертня» (2001, Україна—Росія; Лев Фірман, судмедексперт)
- «Next 3» (2003)
- «Московська сага» (2004)
- «Моя прекрасна нянька» (2004)
- «Попіл Фенікса» (2004, Росія—Україна)
- «Останній бій майора Пугачова» (2005)
- «Анна» (2005)
- «Бідна крихта» (2006)
- «Червона площа» (2005, т\с, Л.І. Брежнєв)
- «Тупий жирний заєць» (2006)
- «Вовчиця» (2006, т\с, Україна; Дмитро Лачин, адвокат)
- «Карамболь» (2006, Ілля Мойсейович)
- «Парк радянського періоду» (2006, головлікар)
- «Щастя за рецептом» (2006, Шеф адвокатської контори)
- «Посмішка Бога, або Чисто одеська історія» (2008)
- «Вольф Мессінг» (2009)
- «Москво, я люблю тебе!» (2010)
- «На голках» (2010)
- «Петрович» (2012)
- «Щасливі разом» (2012)
- «Інтерни» (2013)
- «Врятувати Віру» (2021)